# Карбидин
Карбидин (Carbidinum) — нейролептик карболинового ряда, 3,6-Диметил-1,2,3,4,4а,9а-гексагидро-g-карболина дигидрохлорид.

## Физические свойства
Кристаллический порошок белого цвета, темнеет на свету и от влаги. Растворим в воде, очень мало — в этаноле.

## Фармакология
Карбидин — нейролептик, обладает антипсихотической активностью. При употреблении параллельно с наркотиками и анальгетиками усиливает их действие. Применяют для лечения апатоабулических состояний при шизофрении, хронического алкоголизма и алкогольных психозов.
В ветеринарии используется как активный транквилизатор с седативным эффектом. Препарат способен быстро дать успокоительный эффект и снизить двигательную активность.
В отличие от других нейролептиков, карбидин проявляет основные эффекты в меньших дозах, чем дозы, вызывающие подавление локомоций.
Противопоказан при заболеваниях печени.

## Применение и побочные эффекты
Внутрь (после еды) или внутримышечно — от 12,5 до 150 мг в сутки в 3 приема, при отрицательном воздействии препарата при достижении максимальной дневной дозы — ее снижают до 75—50 мг. Больным с выраженными аффективными и апатоабулическими расстройствами при давнем шизофреническом процессе возможно увеличение дозы до 600 мг в сутки. При алкогольных психозах вводят внутримышечно по 0,05 г (50 мг) 3—4 раза с интервалами 2 ч, затем 3 раза в день.
Возможен ряд побочных эффектов, таких, как тремор рук, скованность, гиперкинезы.